# Anisodes rotundata
Anisodes rotundata är en fjärilsart som beskrevs av W. Warren 1897. Anisodes rotundata ingår i släktet Anisodes och familjen mätare. Inga underarter finns listade i Catalogue of Life.